# Мена (Арканзас)
Мена (енгл. Mena) град је у америчкој савезној држави Арканзас.

## Демографија
По попису из 2010. године број становника је 5.737, што је 100 (1,8%) становника више него 2000. године.
| Група             | 2000.         | 2010.         |
| Белци             | 5.376 (95,4%) | 5.280 (92,0%) |
| Афроамериканци    | 11 (0,2%)     | 14 (0,2%)     |
| Азијати           | 15 (0,3%)     | 47 (0,8%)     |
| Хиспаноамериканци | 123 (2,2%)    | 195 (3,4%)    |
| Укупно            | 5.637         | 5.737         |